# Großschirma
Großschirma település Németországban, azon belül Szászország tartományban. Lakosainak száma 5465 fő (2023. december 31.). Großschirma Striegistal, Reinsberg, Großvoigtsberg, Reichenbach, Obergruna, Kleinvoigtsberg, Hohentanne, Seifersdorf és Rothenfurth községekkel határos.

## Népesség
A település népességének változása:
| Lakosok száma | 5613 | 5665 | 5531 | 5502 | 5465 |
|               | 2017 | 2019 | 2021 | 2022 | 2023 |